# Вера Найденова
Вера Найденова е български историк и теоретик на киното. Член на „Асоциация Академика 21“, сдружение на хабилитирани преподаватели от „Екранни изкуства“. Доайен преподавател по Кинознание и История и теория на киното в НАТФИЗ „Кръстьо Сарафов“. Гост-лектор в Софийския университет „Св. Климент Охридски“ и Нов български университет.

## Биография
Родена е на 13 септември 1935 г. в с. Торос, Ловешко. Завършва Българска филология в Софийския държавен университет и Театрознание във ВИТИЗ. Защитава научната и образователна степен „доктор“ по специалността „Кинознание“ (1975) и степен „доктор на изкуствознанието“ по специалността „Кинознание“ през 1991 с дисертация на тема „Екранизацията като предмет на науката“ (1991).
Доцент (1985) и професор (1994) в НАТФИЗ.
Член е на Съюза на българските филмови дейци и Съюза на българските журналисти – от 1968 г.

## Професионална дейност
В продължение на два мандата, до 2001 г., проф. Найденова е ръководител на катедра „Кинознание“ в НАТФИЗ; 2 мандата, след 1989 г., е секретар на СНС по театрознание и театрално изкуство, кинознание и киноизкуство към ВАК; 2 мандата, до 2003 г., участва в научна комисия по изкуствата към ВАК; 2 мандата, до 1993 г., е председател на секция „Кинокритика“ към СБФД.

## Научни публикации
От 1962 г. проф. Найденова реализира множество публикации по въпросите на киното в българския всекидневен и периодичен печат, както и в Унгария, Русия, ГДР, Япония, Северна Македония и др. Автор е на следните книги и студии:
- „Актьори на българското кино“ (в съавт. с Ив. Дечев), С., 1972.
- „Човекът от екрана“, С., 1977.
- „Керваните на киното пътуват“, С., 1978.
- „Георги Георгиев-Гец“, С., 1983.
- „Кино познато и непознато“, С., 1986.
- Студия върху творчеството на Акира Куросава в неговата книга „Потта на жабата или нещо като автобиография“, С., 1989.
- „Екранизацията – вечен спор?“, С., 1992.
- „Съвременният киносвят“, ВСУ, Варна, 2000, 330 с.
  - „Съвременният киносвят“, 2 изд., София, Дружество „Гражданин“, 2007, 436 с.
- „Унгарското кино 1968–2004 г. Критически дневник“, изд. „Славена“, Варна, ВСУ, 2000. ISBN 954479352Х [2]
- „Съвременният киносвят“ – второ разширено и преработено издание, София, Дружество „Гражданин“ (с подкрепата на Американска фондация за България), 2004.
- „Българско кино: По следите на личния опит“, София, изд. „Петко Венедиков“, 2013, 402 с. ISBN 978-954-9870-60-2 [3]

## Други дейности
Проф. Найденова продължава активно да работи като журналист, автор и кинокритик за вестниците „Култура“ и „Сега“ , а също сътрудничи като редовен кореспондент от Филмовия фестивал в Кан за bTV.